# كاميرون فينلي
كاميرون فينلي (بالإنجليزية: Cameron Finley)‏ مواليد 30 أغسطس 1987 في غارلاند، هو ممثل أمريكي بدأ مسيرته الفنية سنة 1993.

## الأعمال

### أفلام
- ما الذي يضايق غيلبرت غريب (1993)

### مسلسلات
- المدرب (1995)
- جوال تكساس ووكر (1995) (بدور: ليتل فيل / زاك جاميسون)
- ممسوس بملاك (1996) (بدور: مات)
- بيواتش (1998)

## روابط خارجية
- كاميرون فينلي على موقع IMDb (الإنجليزية)
- كاميرون فينلي على موقع ألو سيني (الفرنسية)
- كاميرون فينلي على موقع أول موفي (الإنجليزية)
- كاميرون فينلي على موقع قاعدة بيانات الأفلام السويدية (السويدية)
- كاميرون فينلي على موقع إن إن دي بي (الإنجليزية)
- كاميرون فينلي على موقع قاعدة بيانات الفيلم (الإنجليزية)
- كاميرون فينلي على موقع كينوبويسك (الروسية)